# قمار (استان وادی)
قمار (به عربی: قمار) یک شهرداری در الجزایر است که در ناحیه قمار واقع شده‌است. قمار ۳۹٬۱۶۸ نفر جمعیت دارد و ۶۳ متر بالاتر از سطح دریا واقع شده‌است.